# Cinquanta (album)
Cinquanta (sottotitolato A 50th Birthday Celebration for Maynard James Keenan - Live) è un album dal vivo dei gruppi musicali statunitensi A Perfect Circle, Failure e Puscifer, pubblicato il 22 marzo 2024 dalla Puscifer Entertainment.

## Descrizione
Il disco comprende le registrazioni tratte dai concerti di festeggiamento per i cinquant'anni di Maynard James Keenan, occasione dove due gruppi dove milita il cantante, A Perfect Circle e Puscifer, hanno condiviso il palco con i Failure ed alcuni musicisti ospiti.

## Tracce
CD 1
1. The Nurse Who Loved Me (Failure) – 4:52 (Ken Andrews, Greg Edwards) – con Maynard James Keenan, Carina Round, Mat Mitchell e Billy Howerdel
2. The Undertaker (Puscifer) – 3:50 (Maynard James Keenan, Danny Lohner) – con Ken Andrews
3. Man Overboard (Puscifer) – 4:29 (Maynard James Keenan, Mat Mitchell, Josh Eustis, Carina Round)
4. 3 Libras (A Perfect Circle) – 3:34 (Billy Howerdel, Maynard James Keenan)
5. Weak and Powerless (A Perfect Circle) – 3:18 (Billy Howerdel, Maynard James Keenan)
6. Horizons (Puscifer) – 3:20 (Maynard James Keenan, Mat Mitchell, Josh Eustis) – con Josh Eustis
7. Breathe (Puscifer) – 4:34 (Maynard James Keenan, Mat Mitchell, Carina Round, Josh Eustis)
8. Solaris (Failure) – 4:12 (Ken Andrews, Greg Edwards) – con Maynard James Keenan
9. Dirty Blue Baloons (Failure) – 4:21 (Ken Andrews, Greg Edwards)
10. The Package (A Perfect Circle) – 8:04 (Billy Howerdel, Maynard James Keenan) – con Carina Round

CD 2
1. The Noose (A Perfect Circle) – 5:26 (Billy Howerdel, Maynard James Keenan)
2. Trekka (Puscifer) – 3:44 (Maynard James Keenan, Lustmord) – con James Iha
3. Vagina Mine (Puscifer) – 5:14 (Maynard James Keenan)
4. Counting Bodies Like Sheep (A Perfect Circle) – 5:49 (Billy Howerdel, Maynard James Keenan)
5. Sergeant Politeness (Failure) – 4:30 (Ken Andrews, Greg Edwards)
6. Monsoons (Puscifer) – 4:29 (Maynard James Keenan, Mat Mitchell, Josh Eustis) – con Zac Rae e Billy Howerdel
7. Oceans (Puscifer) – 3:30 (Maynard James Keenan, Mat Mitchell, Josh Eustis) – con Zac Rae e Josh Eustis
8. Blue (A Perfect Circle) – 4:43 (Billy Howerdel, Maynard James Keenan)
9. Undertaker Spanish Fly (Puscifer) – 3:48 (Maynard James Keenan, Danny Lohner)
10. The Humbling River (Puscifer) – 5:35 (Maynard James Keenan, Mat Mitchell, Tim Alexander) – con Devo Keenan e Danny Carey

## Formazione
Hanno partecipato alle registrazioni, secondo le note di copertina:
A Perfect Circle
- Maynard James Keenan – voce
- Billy Howerdel – chitarra, cori
- James Iha – chitarra, tastiera
- Matt McJunkins – basso
- Jeff Friedl – batteria

Failure
- Ken Andrews – voce, chitarra, basso
- Greg Edwards – cori, chitarra, basso, tastiera
- Kellii Scott – batteria

Puscifer
- Maynard James Keenan – voce
- Mat Mitchell – chitarra, tastiera
- Carina Round – voce aggiuntiva, chitarra
- Matt McJunkins – basso
- Jeff Friedl – batteria
- Juliette Commagere – voce aggiuntiva

Altri musicisti
- Josh Eustis – tastiera
- Zac Rae – tastiera
- Danny Carey – batteria
- Devo Keenan – violoncello

Produzione
- Mat Mitchell – produzione
- Maynard James Keenan – produzione esecutiva
- Josh Boardman – missaggio
- Dave Collins – mastering
- Alan Hayslip – fotografia
- Randall Leddy – grafica, impaginazione